# Битка на Врањевцу
Битка на Врањевцу је битка у склопу Моравске битке, у току Првог светског рата. Ова борба је произашла из потребе да се чува одступница осталим деловима Војске Краљевине Србије приликом повлачења према југу.
Вођена је у периоду од 5. до 27. октобра 1915. године између Војске Краљевине Србије и Немачке војске. Борбе су трајале на десетак локација. Најтежа битка водила се на брду Врањевац, у атару села Кула, на територији општине Мало Црниће, у ноћи између 18. и 19. октобра.
У овој неравноправној борби највеће жртве је поднео 9. пожаревачки пук „Краљ Никола Први” из Дунавске дивизије. Око 310 српских официра и војника је погинуло, док се преко 650 сматра несталим, односно одведени у аустроугарске логоре Јиндриховице, Велики Међер, Нежидер, Матхаузен, Шопроњек, итд.
На месту битке на Врањевцу подигнут је споменик браниоцима отаџбине, 2015. године.